# 田中小実昌

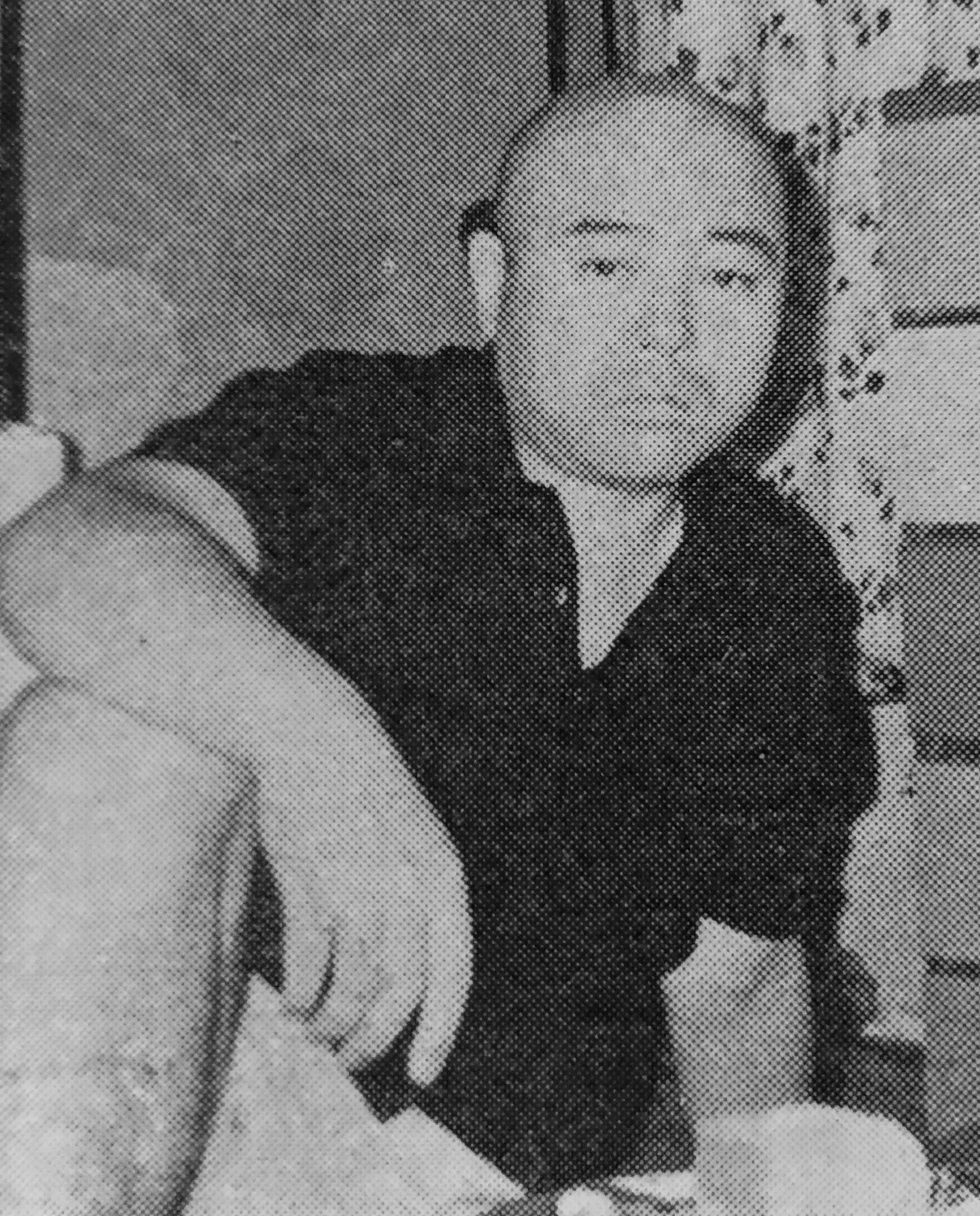
田中小実昌（1964年）

田中 小実昌（たなか こみまさ、1925年（大正14年）4月29日 - 2000年（平成12年）2月26日）は、日本の小説家、翻訳家、随筆家。直木賞・谷崎潤一郎賞受賞。

## 来歴・人物
東京市千駄ヶ谷生まれ。父・田中種助はバプテストの神学校を出た東京市民教会の牧師。40歳の種助と46歳の母・マサ子の長男として生まれる。父の転勤で4歳から広島県呉市東三津田町で育つ。7歳のとき、父が呉三津田の山に「アサ会」という十字架のない独自のキリスト教教会を創立。
実家近くの広島県立呉第一中学（現・呉三津田高校）を受験するが失敗し、旧制西南学院中学に入学。母親の意向で一年後に呉第一中学の編入試験を受け2年から転校した。同級に井上忠。同校四年修了で旧制福岡高校に入学、在学中、1944年12月、19歳で出征し山口県の連隊に入営。中国の湖北省と湖南省の境で、粤漢線鉄道警備の部隊に編入され、苦しい行軍の中でアメーバ赤痢、マラリア、コレラに罹る。特徴的なツルツル頭はその後遺症ともいわれる。敗戦直前にアメーバ赤痢の疑いで野戦病院に移送となり終戦。1946年に呉市に戻り旧制福岡高校を繰上げ卒業、同年東京大学文学部哲学科に無試験入学するもほとんど出席せず、米軍基地の兵舎のストーブマンなどをしたあと、1952年に除籍となる。
大学在学中から渋谷の東横デパートの4階にあった軽演劇の劇場「東京フォリーズ」の文芸部員として働き、ここが火事で解散になった後はバーテンダー、啖呵売、易者などの職業を転々とする。この間、香具師の体験を綴った「やくざアルバイト」が「二人の東京大學生の手記」として『文藝春秋』に掲載されたこともある。また進駐軍用将校クラブでバーテンダーをしていた時、酒瓶がなくなる事件があり、窃盗容疑で起訴された。当人は勝手に酒瓶を開けて飲んではいたが、持ち出してはいないと主張したが、簡易裁判所で罰金刑を受けた。
1950年に進駐軍横田基地で職を得る。1954年からは丸の内の三菱仲7号館にあった米軍の406医学研究所の生化学部の仕事に従事。そんな中、1956年からは旧制福岡高校の先輩に当たる中村能三の紹介で早川書房で推理小説の翻訳を担当。最初に手がけたのはジェームズ・M・ケインの「冷蔵庫の中の赤ん坊」だった。その後はいわゆる「軽ハードボイルド」を中心にハードボイルド作品を多数、翻訳。レイモンド・チャンドラーの翻訳は、主に清水俊二が手がけていて「定番」となっているが、田中も一部の作品を訳しており、田中訳の方が誤訳が少ないとの評価もある。米軍を辞職して後は、ほとんど翻訳はしていない。
1952年『新潮』に「上陸」を発表、66年に「どうでもいいこと」を『文學界』に発表しているが、1967年以降、『オール讀物』『小説現代』などに大衆小説を発表し始め本格的に作家活動に入る。1971年、『自動巻時計の一日』で直木賞候補。1979年、「ミミのこと」「浪曲師朝日丸の話」の2作品で直木賞を受賞。ただしこの2作品を雑誌に発表したのは1971年で、単行本『香具師の旅』に入ったため候補になったもので、異例である。同年、戦争体験や父の姿に題材を取った短編集『ポロポロ』（表題作は77年発表）で谷崎潤一郎賞も受賞した。
禿げ頭に手編みの半円形の帽子をかぶり、夏には半ズボンにサンダル履きというラフな格好を好み、「コミさん」の愛称で親しまれる。すっとんきょうな表情で、またウィットに富んだユーモアで場を和まし、往年の深夜番組『11PM』をはじめとして、テレビドラマ、映画、CMといった様々な場面で活躍。ピンク映画でカラミを演じた事もある。
赤ちょうちんがぶら下がる酒場を庭とするような庶民派で、新宿ゴールデン街（東京都）の常連としてならした。午前中に原稿を書き、午後は映画会社の試写室で映画をみて、夜は家か飲み屋で飲む、という日常を送っていた。ゴールデン街では、10軒は飲み歩いたという。孫の田中開が2016年にゴールデン街にレモンサワーに特化したバー「The OPEN BOOK」を開店した。家ではブドウ酒、外で飲むのは、もっぱらジンのソーダ割り。映画の試写会がない週末には、目的もなくバスに乗っていた。海外に滞在したときも、毎日バスに乗っていた。1986年から逝去した2000年まで、東京都練馬区早宮で暮らした。
2000年2月26日（日本時間2月27日）、滞在先のアメリカ・ロサンゼルスにて心臓発作で入院し、肝不全で客死した。74歳没。
「ボチボチ書いているだけ。いいかげんな男なんです」と、飄々としていながら自虐的ともとれるような独特の醒めた味わいの言葉を残す。作風のほうもそうしたスタンスに準じたものであった。毛糸で編んだ帽子がトレードマークであった。

## 親族
- 父親の田中種助（1886年 - 1958年、別名に田中遵聖）は[2]、静岡県から米国に移民しキリスト教と出合い、1912年にシアトル市の日本人組合教会で久布白直勝牧師（久布白落実の夫）より受洗[22]。帰国後の1916年にバプテスト派神学校の東京学院（関東学院大学の前身）に入学し、1919年に卒業後日本各地のバプテスト教会で牧師をしたのち、1928年に個人伝道の「アサ会」を立ち上げ、翌年、呉市の呉バプテスト教会に赴任し「アメンの友」を創立[22]。アサ会に賛同する若手牧師が相次ぎ、これらを危険視した日本バプテスト連盟と反目し1932年に単独教会となる[23][24]。これは「アサ会事件」として教会関係者に衝撃を与え、騒動をもたらした[24]。1952年に宗教法人「アメン教団」創立（田中没後休眠状態となり2012年に別の新興教団に吸収合併）[22]。父親と教会に関しては『アメン父』や『ポロポロ』などの作品がある。
- 妻の野見山淑子は1950年に小実昌と同棲を始め、1952年に結婚、翌1953年に長女アサミをもうける[5]。
- 次女は小説家の田中りえ（1956年 - 2013年）。
- 孫の田中開はりえの息子である[25]。飲食店を複数経営する実業家。2022年4月15日に、祖父との思い出を綴ったエッセイ（田中小実昌作品（未収録を含む）7作品収録）『酔っ払いは二度お会計する』を刊行[26]。
- 野見山暁治は妻の兄（義兄）[2][4]。
- 筑紫哲也はいとこ甥（母の姉の孫）。

## 著書
- 『かぶりつき人生』（三一新書） 1964年、のち河出文庫
- 『上野娼妓隊』（講談社） 1968年
- 『かぶりつきバカ コミショウ・デカメロン』（立風書房） 1968年
- 『にっぽん・バタフライ考 深夜こっそり楽しむ本』（双葉新書） 1968年
- 『姦淫問答』（講談社） 1969年
- 『女?現地ルポ』（秋元書房） 1969年
- 『色の花道』（文藝春秋） 1969年
- 『小実昌のかぶりつき放浪記 トクダシ・ショーの女のコと客とボクと…』（日本文芸社） 1970年
- 『あぁ人生ストリップ』（サンケイ新聞社出版局） 1970年
- 『自動巻時計の一日』（河出書房新社） 1971年、のち角川文庫、のち河出文庫
- 『黙って○○れば』（グリーンアロー出版社） 1973年
- 『関東チョンボ一家』（双葉ノベルス） 1973年
- 『ああ寝不足だ』（青樹社） 1973年、のち旺文社文庫
- 『みなと妻・いでゆ娘』（日本交通公社、ベルブックス）1973年
- 『幻の女』（桃源社） 1973年
- 『乙女島のおとめ』（番町書房） 1974年、のち集英社文庫
- 『不純異性交友録』（三笠書房） 1974年
- 『オホーツク妻』（河出書房新社） 1975年
- 『ぼくの初体験』（青樹社） 1975年
- 『チェリーとの散歩』（立風書房） 1976年
- 『コミマサにっぽん博物誌』（光風社書店） 1977年
- 『コミマサ・シネノート』（晶文社） 1978年
- 『新宿ふらふら族』（泰流社） 1978年
- 『香具師の旅』（泰流社） 1979年、のち河出文庫 - 直木賞受賞作所収
- 『ご臨終トトカルチョ』（泰流社） 1979年
- 『ポロポロ』（中央公論社） 1979年、のち中公文庫、のち河出文庫
- 『ビッグ・ヘッド』（河出書房新社） 1979年
- 『ベトナム王女』（泰流社） 1979年、のち旺文社文庫
- 『オチョロ船の港』（泰流社） 1979年
- 『ひとりよがりの人魚』（文藝春秋） 1979年
- 『恥じらう死体』（泰流社） 1979年
- 『ふらふら記』（潮出版社） 1979年、のち改題『ふらふら』（光文社知恵の森文庫）
- 『猫は夜中に散歩する』（冬樹社） 1980年、のち旺文社文庫
- 『また一日』（文化出版局） 1980年
- 『コミマサ・ロードショー』（晶文社） 1980年
- 『インデアン・ピート』（講談社） 1980年
- 『女を食べてみよう 小実昌のおんな構造学』（ロングセラーズ、ムックの本）1980年
- 『女類学入門』（作品社） 1980年
- 『灯りさがしてぶらり旅』（桃源社） 1980年
- 『風に吹かれておんな酒』（桃源社） 1981年
- 『イザベラね』（中央公論社） 1981年、のち中公文庫
- 『また横道にそれますが』（読売新聞社） 1981年、のち旺文社文庫
- 『超時間対談』（集英社） 1981年、のち集英社文庫
- 『コミさんの二日酔いノート』（PHP研究所） 1981年、のち旺文社文庫
- 『港みなと』（潮出版社） 1982年
- 『親不孝橋をわたって』（実業之日本社） 1982年
- 『ぼくのシネマ・グラフィティ』（新潮社） 1983年、のち新潮文庫
- 『いろはにぽえむ ぼくのマジメ半生記』（TBSブリタニカ） 1985年、のち現代教養文庫
- 『カント節』（福武書店） 1985年
- 『ほろ酔い気分は旅の空』（弘済出版社） 1986年
- 『モナドは窓がない』（筑摩書房） 1986年
- 『オトコの気持ち』（日本経済新聞社） 1986年
- 『ワインの涙はそら涙』（旺文社文庫） 1986年
- 『海辺でからっぽ』（筑摩書房） 1986年
- 『ふらふら日記』（毎日新聞社） 1987年、のち中公文庫
- 『ほろよい味の旅』（毎日新聞社） 1988年、のち中公文庫
- 『なやまない』（福武書店） 1988年
- 『アメン父』（河出書房新社） 1989年、のち講談社文芸文庫
- 『きょうがきのうに』（読売新聞社） 1989年
- 『ないものの存在』（福武書店） 1990年
- 『コミマサ・シネマ・ツアー』（早川書房） 1990年
- 『ヴィーナスのえくぼ』（社会思想社、現代教養文庫）1990年
- 『きょとん 旅情短編集』（実業之日本社） 1990年
- 『拳銃なしの現金輸送車』（社会思想社） 1990年
- 『やさしい男にご用心』（社会思想社、現代教養文庫）1991年
- 『楽屋ばなし いとしのジプシー・ローズと踊り子たち』（文藝春秋） 1992年
- 『サンチャゴふらふら』（トラベルジャーナル） 1992年
- 『コミさん ほのぼの路線バスの旅』（日本交通公社出版事業局） 1996年、のち中公文庫
- 『バンブダンプ』（新潮社） 1997年
- 『新宿ゴールデン街の人たち』（中央公論社） 1997年
- 『バスにのって』（青土社） 1999年
- 『天国までぶらり酒』（実業之日本社） 2000年
- 『田中小実昌紀行集』（山本容朗選、JTB） 2001年
- 『田中小実昌エッセイ・コレクション』全6冊（大庭萱朗編、ちくま文庫） 2002 - 2003年
『田中小実昌ベスト・エッセイ』（大庭萱朗編、ちくま文庫） 2017年
- 『上陸 田中小実昌初期短篇集』（河出文庫） 2005年
- 『くりかえすけど』（幻戯書房） 2015年
- 『題名はいらない』（幻戯書房） 2016年
- 『幻の女 ミステリ短篇傑作選』（日下三蔵編、ちくま文庫） 2021年
- 『密室殺人ありがとう ミステリ短篇傑作選』（日下三蔵編、ちくま文庫） 2021年

## 翻訳
- 『憑かれた死』（J・B・オサリヴァン、早川書房、世界探偵小説全集）1957年
- 『殺人狂想曲』（J・H・チェイス、早川書房、世界探偵小説全集）1957年
- 『女は魔物』（ピーター・チェイニイ、早川書房、世界探偵小説全集）1957年
- 『十七才のルーシイ』（A・L・ジョンソン、秋元書房） 1958年
- 『吸血鬼』（リチャード・マシスン（リチャード・マテイスン）、早川書房、ハヤカワ・ファンタジイ）1958年
のち改題『地球最後の男 人類SOS』（早川書房） 1971年、のち文庫
- 『いもうと』（ハートウェル、秋元書房） 1958年
- 『ゆがめられた昨日』（エド・レイシイ、早川書房） 1958年、のち文庫
- 『時間溶解機』（ジェリイ・ソウル、早川書房、ハヤカワ・ファンタジイ）1959年
- 『湖中の女』（レイモンド・チャンドラー、早川書房） 1959年
- 『風はささやく』（メデリス、秋元書房） 1959年
- 『高い窓』（レイモンド・チャンドラー、早川書房、世界ミステリー・シリーズ）1959年
- 『白銀のかなた』（ベティ・カヴァナ、秋元書房） 1960年
- 『死の第三ラウンド』（ウィリアム・アイリッシュ、創元推理文庫） 1960年
- 『通り魔』（エド・マクベイン、早川書房、世界ミステリシリーズ）1960年
- 『レディ・キラー』（エド・マクベイン、早川書房） 1960年、のち文庫
- 『霧の壁』（フレドリック・ブラウン、創元推理文庫） 1960年
- 『憂愁の町』（ロス・マクドナルド、東京創元社、世界名作推理小説大系） 1961年
- 『金髪の罠』（ブレット・ハリディ、早川書房、世界ミステリシリーズ）1961年
- 『犯罪世界地図』（ドン・ホワイトヘッド、東京創元社） 1961年
- 『死を呼ぶブロンド』（ブレット・ハリディ、早川書房） 1961年
- 『警察にはしゃべるな』（ハル・エルスン、早川書房、世界ミステリシリーズ）1961年
- 『見知らぬ町の男』（ブレット・ハリディ、早川書房、世界ミステリシリーズ）1961年
- 『突然に死が』（ハロルド・Q・マスル、早川書房、世界ミステリシリーズ）1962年
- 『肉体の短剣』（リチャード・S・プラザー、早川書房、世界ミステリシリーズ）1963年
- 『誘拐部隊』（ドナルド・ハミルトン、早川書房） 1964年、のち文庫
- 『真夜中の眼』（マイク・ロスコオ、早川書房、世界ミステリシリーズ）1964年
- 『地獄のきれっぱし』（マイク・ロスコオ、早川書房、世界ミステリシリーズ）1964年
- 『青いジャングル』（ロス・マクドナルド、創元推理文庫） 1964年
- 『のっぽのドロレス』（マイクル・アヴァロン、早川書房、世界ミステリシリーズ）1964年
- 『でぶのベティ』（マイクル・アヴァロン、早川書房、世界ミステリシリーズ）1965年
- 『おんな対F.B.I.』（ピーター・チェイニィ、久保書店） 1965年
- 『第五の墓』（ジョナサン・ラティマー、早川書房、世界ミステリシリーズ）1965年
- 『ハニーに死の接吻』（G・G・フイックリング、早川書房） 1966年
- 『アイリッシュ短編集 2』（ウィリアム・アイリッシュ、創元推理文庫） 1972年
- 『親友（パル）・ジョーイ』（ジョン・オハラ、講談社文庫） 1977年
- 『血の収穫』（ダシール・ハメット、講談社文庫） 1978年
- 『郵便配達はいつも二度ベルを鳴らす』（ジェイムズ・ケイン、講談社文庫） 1979年
- 『おあついフィルム』（リチャード・プレイザー、中央公論社） 1983年
- 『ノアと箱船と動物たち』（A・エルボーン、日本基督教団出版局） 1988年

### A・A・フェア
- 『寝室には窓がある』（A・A・フェア、早川書房） 1957年、のち文庫
- 『女は待たぬ』（A・A・フェア、早川書房、世界探偵小説全集）1958年
- 『笑ってくたばる奴もいる』（A・A・フェア、早川書房、世界探偵小説全集）1959年
- 『嘘から出た死体』（A・A・フェア、早川書房、世界探偵小説全集）1959年
- 『うまい汁』（A・A・フェア、早川書房、世界ミステリシリーズ）1960年
- 『梟はまばたきしない』（A・A・フェア、早川書房） 1960年、のち文庫
- 『蝙蝠は夕方に飛ぶ』（A・A・フェア、早川書房） 1960年、のち文庫
- 『倍額保険』（A・A・フェア、早川書房） 1960年、のち文庫
- 『猫は夜中に散歩する』（A・A・フェア、早川書房） 1961年、のち文庫
- 『カラスは数をかぞえない』（A・A・フェア、 早川書房、世界ミステリシリーズ）1962年
- 『ぬれ手で粟』（A・A・フェア、早川書房、世界ミステリシリーズ）1964年

### カーター・ブラウン
- 『死体置場は花ざかり』（カーター・ブラウン、早川書房） 1960年、のち文庫
- 『あつかましい奴』（カーター・ブラウン、早川書房） 1961年
- 『素肌』（カーター・ブラウン、早川書房、世界ミステリシリーズ）1961年
- 『明日は殺人』（カーター・ブラウン、早川書房、世界ミステリシリーズ）1962年
- 『悩ましい死体』（カーター・ブラウン、早川書房、世界ミステリシリーズ）1962年
- 『ストリッパー』（カーター・ブラウン、早川書房、世界ミステリシリーズ）1962年
- 『とんでもない恋人』（カーター・ブラウン、早川書房、世界ミステリシリーズ）1962年
- 『女虎』（カーター・ブラウ、早川書房、世界ミステリシリーズ）1962年
- 『エキゾティック』（カーター・ブラウン、早川書房、世界ミステリシリーズ）1962年
- 『夢見るは死の面影』（カーター・ブラウン、早川書房、世界ミステリシリーズ）1962年
- 『じゃじゃ馬』（カーター・ブラウン、早川書房、世界ミステリシリーズ）1962年
- 『ひややかなヌード』（カーター・ブラウン、早川書房、世界ミステリシリーズ）1962年
- 『ダムダム』（カーター・ブラウン、早川書房） 1963年、のち文庫
- 『ゴースト・レディ』（カーター・ブラウン、早川書房、世界ミステリシリーズ）1963年
- 『グラマー』（カーター・ブラウン、早川書房、世界ミステリシリーズ）1963年
- 『ゼルダ』（カーター・ブラウン、早川書房、世界ミステリシリーズ）1963年
- 『おひまなレディ』（カーター・ブラウン、早川書房、世界ミステリーシリーズ）1963年
- 『白いビキニ』（カーター・ブラウン、早川書房、世界ミステリシリーズ）1963年
- 『女ボディガード』（カーター・ブラウン、早川書房、世界ミステリシリーズ）1963年
- 『死体はヌード』（カーター・ブラウン、早川書房、世界ミステリシリーズ）1963年
- 『いなかった女』（カーター・ブラウン、早川書房、世界ミステリシリーズ）1964年
- 『チャーリイの使い』（カーター・ブラウン、早川書房、世界ミステリシリーズ）1964年
- 『妖精』（カーター・ブラウン、早川書房、世界ミステリシリーズ）1964年
- 『死のおどり』（カーター・ブラウン、早川書房、世界ミステリシリーズ）1964年
- 『レディ・ジャングル』（カーター・ブラウン、早川書房） 1964年

### ハドリー・チェイス
- 『ダブル・ショック』（ハドリー・チェイス、創元推理文庫） 1961年
- 『ダイヤを抱いて地獄へ行け』（ハドリー・チェイス、創元推理文庫） 1965年
- 『ある晴れた朝突然に』（ハドリー・チェイス、創元推理文庫） 1965年
- 『殺人は血であがなえ （ハドリー・チェイス、創元推理文庫） 1967年

### ミッキー・スピレイン
- 『銃弾の日』（ミッキー・スピレイン、早川書房） 1965年、のち文庫
- 『鮮血の日の出』（ミッキー・スピレイン、早川書房） 1966年、のち文庫
- 『死の狩人』（ミッキー・スピレイン、早川書房、世界ミステリシリーズ）1967年
- 『殺戮へのバイパス』（ミッキー・スピレイン、早川書房、世界ミステリシリーズ）1967年

## 出演

### 映画
- 『温泉こんにゃく芸者』（1970年、東映） - 了賢 役
- 『温泉みみず芸者』（1971年、東映京都） - 役人（純潔教育課課長補佐） 役
- 『徳川セックス禁止令 色情大名』（1972年、東映京都） - 徳川家斎 役
- 『エロ将軍と二十一人の愛妾』（1972年、東映東京） - 徳川家治 役
- 『処女かまきり』（1973年、東映京都） - 泥海和尚 役
- 『ネオンくらげ』（1973年、東映東京） - レインボーの客 役
- 『純』（1980年、東映セントラルフィルム） - 映画館の男 役
- 『鍵』（1983年、東映セントラルフィルム） - カメラ店々主 役

### ドラマ
- 江戸川乱歩シリーズ 明智小五郎 第10話「屋根裏の散歩者」（1970年6月13日、東京12チャンネル） - 小説家 役
- 追跡 第9話「天使の仮面」（1973年7月17日、関西テレビ）
- 気まぐれ天使 第8話「野良猫に乾杯」（1976年11月24日、日本テレビ） - 編集者 役
- 水中花 第6話（1979年、TBS）
- 大空港 第57話「鬼刑事が泣いた! 」（1979年10月22日、フジテレビ） - おでん屋台主人 役
- 月曜ワイド劇場 第109作「酔いどれカラオケ女医者 ネオン街の診察室」（1985年3月11日、テレビ朝日）

### バラエティ
- クイズダービー（1988年12月、TBS系列）

### CM
- 学生援護会 日刊アルバイトニュース（1982年）